# Vellozia hatschbachii
Vellozia hatschbachii är en enhjärtbladig växtart som beskrevs av Lyman Bradford Smith och Edward Solomon Ayensu. Vellozia hatschbachii ingår i släktet Vellozia och familjen Velloziaceae. Inga underarter finns listade.